# فريدي زمور
فريدي زمور (بالفرنسية: Freddy Zemmour)‏ هو لاعب كرة قدم فرنسي في مركز الوسط، ولد في 21 فبراير 1942 في مدينة الجزائر في الجزائر. لعب مع اتحاد الجزائر.